# Deutsch-kubanische Beziehungen
Auf diplomatischer Ebene bewegten sich die deutsch-kubanischen Beziehungen bis zur deutschen Wiedervereinigung im Spannungsverhältnis zwischen dem engen Verhältnis zur sozialistischen DDR einerseits und der kritischen Haltung zur Bundesrepublik Deutschland andererseits. Die erste Botschaft der DDR auf dem amerikanischen Kontinent war in Kuba (ab 12. Januar 1963). Die BRD zog daraufhin ihren Botschafter aus Kuba zurück und unterbrach die diplomatischen Beziehungen. Heute unterhält Kuba eine Botschaft in Berlin und Deutschland betreibt eine Botschaft in Havanna. Im Jahr 2015 besuchte Frank-Walter Steinmeier als erster bundesdeutscher Außenminister Kuba.

## Geschichte und Politik
Der deutsche Forscher Alexander von Humboldt bereiste Kuba in den Jahren 1801 und 1804. Bis heute wird er auf der Insel als „Zweiter Entdecker Kubas“ in hohen Ehren gehalten, wozu nicht zuletzt sein energisches Eintreten gegen die Sklaverei beigetragen hat. Kuba war in der Vergangenheit zudem immer wieder Zielland für deutsche Auswanderer, die die Insel auf verschiedene Weise geprägt haben.

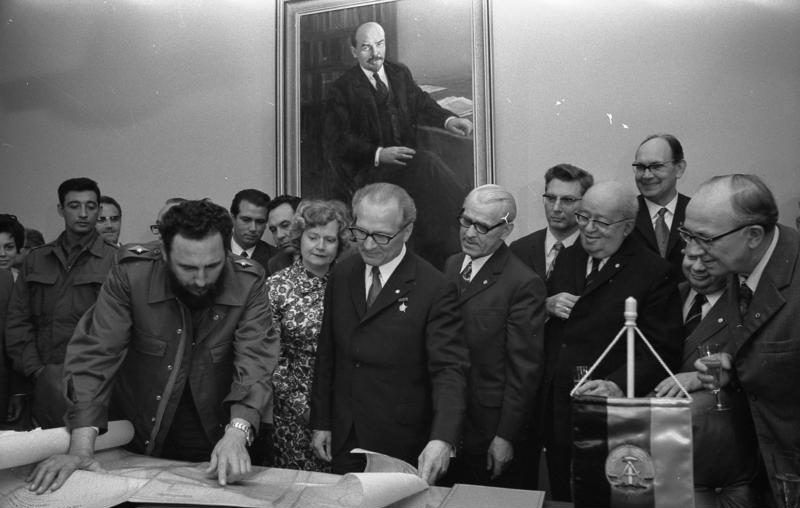
Fidel Castro und Erich Honecker 1972 in Berlin

In Folge der kubanischen Revolution von 1959 waren die deutsch-kubanischen Beziehungen bis zur deutschen Wiedervereinigung durch die Ost-West-Konfrontation des Kalten Krieges geprägt.
Auf der einen Seite pflegte die sozialistische DDR ein enges Verhältnis zum sozialistischen Kuba. Verschiedene Verträge ermöglichten den Austausch von tausenden kubanischen Studenten und Arbeitern nach Deutschland, welche sehr unterschiedliche Erfahrungen machten. Alle Verträge waren auf maximal fünf Jahre befristet. In Sachsen und Sachsen-Anhalt lebten die meisten kubanischen Arbeiter, Studierende waren vor allem an den Universitäten in Berlin und Dresden.
Auf der anderen Seite stand die distanzierte und kritische Haltung seitens der Bundesrepublik Deutschland.
Nach der deutschen Wiedervereinigung blieben die deutsch-kubanischen Beziehungen schwierig; Phasen von Spannungen wechselten mit Zeiten von Kooperationsbemühungen ab. Ausdruck der mit der Zeit verbesserten deutsch-kubanischen Beziehungen war insbesondere der Besuch des damaligen Bundesaußenministers Frank-Walter Steinmeier in Kuba im Jahr 2015, der ein Signal für die Annäherung und Intensivierung der bilateralen Beziehungen setzte. Beide Seiten zeigten Interesse an einem weiteren Ausbau der Zusammenarbeit, trotz Meinungsunterschiede bei mehreren wichtigen Aspekten, wie Rechtsstaatlichkeit und Menschenrechte.

## Einreise

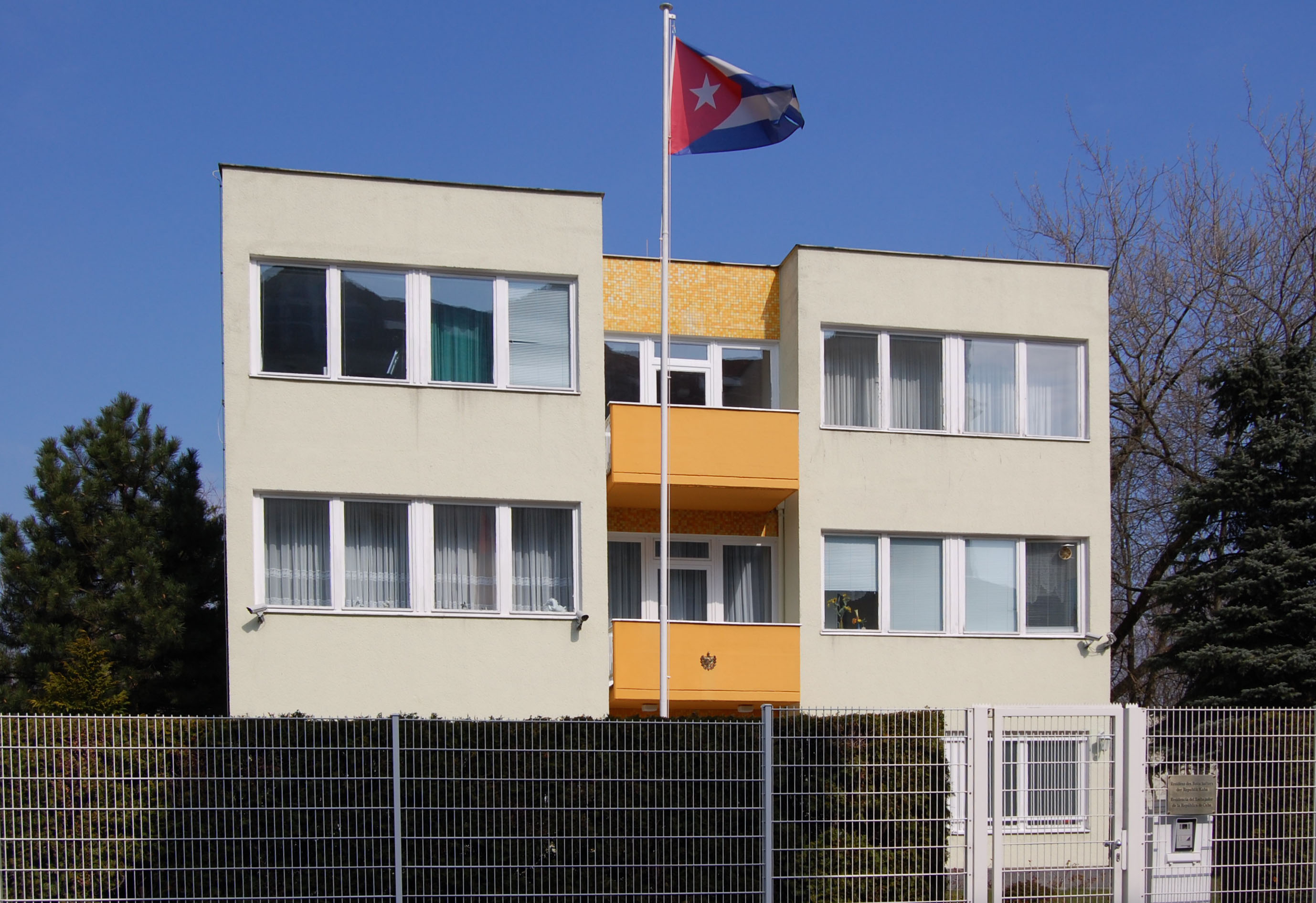
Kubanische Botschaft in Berlin

Eine Einreise nach Kuba zu touristischen Zwecken mit einer Aufenthaltsdauer von bis zu 30 Tagen ist nur mit Visum in Form einer sogenannten „Touristenkarte“ möglich, die zusammen mit dem Reisepass zur Einreise dient. Touristenkarten müssen vor der Einreise erworben werden. Bei beabsichtigten längeren Aufenthalten oder solchen zu nicht-touristischen Zwecken ist ein Visum erforderlich, welches bei der kubanischen Auslandsvertretung im Herkunftsland zu beantragen ist. Hierfür ist unter Umständen eine Einladung erforderlich.
Möchten kubanische Staatsbürger nach Deutschland kommen, benötigen diese neben dem persönlichen Antrag des Besuchenden bei der deutschen Botschaft in Kuba, zusammen mit dem Reisepass auch einen Antrag auf ein Schengenvisum. Auf deutscher Seite sind dafür ebenfalls einige Behördengänge zu erledigen. So muss eine Verpflichtungserklärung besorgt und eine Kranken- bzw. Reiseversicherung genannt werden.

## Wirtschaft
Die wirtschaftlichen Beziehungen sowie die deutschen Direktinvestitionen sind gering. Zur Förderung der Wirtschaftsbeziehungen wurde im Oktober 2018 das Deutsche Büro zur Förderung von Handel und Investitionen offiziell eröffnet. Das deutsch-kubanische Umschuldungsabkommen gewährt seit 2002 Exportkreditgarantien zur Außenwirtschaftsförderung.
Deutschland ist in Kuba insbesondere im Energie- und Gesundheitsbereich vertreten und stellt mit ca. 250.000 jährlichen Besuchern die drittgrößte Gruppe von Touristen.
Im Jahr 2018 betrug die Außenhandelsbilanz 279,4 Mio. Euro, davon Exporte in Höhe von 227,8 Mio. Euro nach Kuba (Maschinen, chemische und pharmazeutische Erzeugnisse, Kunststofferzeugnisse, Medizintechnik, Kraftfahrzeuge und Ersatzteile). Die Importe betrugen 51,6 Mio. Euro (alkoholische Getränke, Zuckerwaren, Tabak, Obst- und Gemüsesäfte).

## Kultur
Bei Kubas vorsichtiger Öffnung des Landes spielt die Kultur eine entscheidende Rolle. Gerade angesichts der ideologischen Differenzen in den politischen Beziehungen kommt der Auswärtigen Kultur- und Bildungspolitik eine wichtige Rolle in den deutsch-kubanischen Beziehungen zu. Obwohl noch kein deutsch-kubanisches Kulturabkommen abgeschlossen werden konnte, besteht ein breites Netz an Initiativen des kulturellen Austausch sowie der Zusammenarbeit in Wissenschaft und Forschung. Die geplante Eröffnung eines Goethe-Instituts in Havanna kam jedoch nicht zu Stande; das Goethe-Institut ist weiterhin nur im Rahmen der deutschen Botschaft tätig.
Der Deutsche Akademische Auslandsdienst (DAAD) hat ein umfassendes Personen- und Projektförderungsprogramm und ist mit einer Lektorin an der Universität Havanna vertreten. Im Herbst 2018 fand zum 16. Mal die wirtschaftswissenschaftliche Sommerschule in Zusammenarbeit zwischen der Humboldt-Universität Berlin und der Universität Havanna statt.
Deutschland beteiligt sich an großen internationalen Kulturereignissen auf Kuba wie der Buchmesse, der Ausrichtung deutscher Theaterwochen sowie der Etablierung einer Deutschen Reihe innerhalb des Internationalen Festivals des neuen Lateinamerikanischen Films. Wichtig sind zudem der Austausch und die praktische Vernetzung kubanischer Kulturschaffender mit der deutschen Kulturszene, insbesondere in den Bereichen Theater, Kino und Musik. Aus Anlass des 250. Geburtstages von Alexander von Humboldt und des 500. Gründungsjahres der Hauptstadt Havanna im Jahre 2019 sind eine Fülle von Veranstaltungen geplant. Es wird unter anderem eine Dauerausstellung zu Alexander von Humboldt im restaurierten Humboldt-Haus in Havanna eröffnet werden.

## Entwicklungszusammenarbeit
Die bilaterale staatliche Entwicklungszusammenarbeit wurde auf Initiative Kubas 2003 eingestellt und bisher nicht wieder aufgenommen. Es sind einige deutsche Nichtregierungsorganisationen in Kuba tätig, vornehmlich im Bereich von Energie- und Wasserversorgung sowie in der Erwachsenenbildung. Auch die Botschaft fördert Kleinstprojekte in Zusammenarbeit mit örtlichen Partnern.